# 조선사연구회
조선사연구회(朝鮮史研究会)는 일본의 조선사(한국사) 연구자들의 학술적 교류단체이며, 1959년 1월에 창립한 후 약 500명의 회원들을 보유하고 있다.